# Кравчук, Василий Петрович
Василий Петрович Кравчук (укр. Василь Петрович Кравчук; род. 18 ноября 1967, село Волица, Теофипольский район, Хмельницкая область, УССР, СССР) — украинский политик. Народный депутат Украины. Член партии Всеукраинское объединение «Батькивщина», глава её Хмельницкой областной организации с 2010 года.

## Образование
С сентября 1984 по июнь 1991 года учился в Каменец-Подольском сельскохозяйственном институте по специальности «Механизация сельского хозяйства», инженер-механик.

## Карьера
- Сентябрь 1984 — июнь 1992 — студент Каменец-Подольского сельскохозяйственного института.
- Июнь 1986 — май 1988 — служба в армии, г. Потсдам, Германия.
- 1991 — май 1997 — главный инженер агропредприятия «Волица», с. Волица Теофипольского района.
- Май 1997 — апрель 2005 — директор, СООО «Волица».
- Март 2005 — май 2006 — председатель Теофипольской райгосадминистрации.
- Апрель 2006 — декабрь 2007 — председатель Теофипольского райсовета.

25 декабря 2007 — 12 декабря 2012 — народный депутат Украины VI созыва от Блока Юлии Тимошенко, № 159 в списке. Председатель подкомитета по вопросам обеспечения деятельности Верховной Рады Украины Комитета по вопросам Регламента, депутатской этики и обеспечения деятельности Верховной Рады Украины.
С 12 декабря 2012 — народный депутат Украины VII созыва от партии Всеукраинское объединение «Батькивщина», № 50 в списке. Заместитель председателя Комитета по вопросам аграрной политики и земельных отношений.

## Семья
Украинец. Отец Петр Андреевич (1934) и мать Лидия Сергеевна (1933) — пенсионеры. Жена Дина Ивановна (1970) — директор СООО «Волица». Дочь Дарья (1993), сын Андрей (1997).

## Награды
Заслуженный работник сельского хозяйства Украины (с 2006).